# Egnasia treicegcroma
Egnasia treicegcroma är en fjärilsart som beskrevs av Bethune-Baker 1911. Egnasia treicegcroma ingår i släktet Egnasia och familjen nattflyn. Inga underarter finns listade i Catalogue of Life.